# Kościół Wniebowzięcia Najświętszej Marii Panny i klasztor Karmelitów w Mścisławiu
Kościół Wniebowzięcia Najświętszej Marii Panny i klasztor Karmelitów w Mścisławiu (biał. Касцёл Унебаўзяцця Найсвяцейшай Дзевы Марыі і кляштар кармелітаў) – rzymskokatolicki zespół kościelno-klasztorny w Mścisławiu, wzniesiony w XVII w. Kościół parafialny parafii Wniebowzięcia Najświętszej Maryi Panny w Mścisławiu.

## Historia
Fundusz na utworzenie w Mścisławiu klasztoru karmelitańskiego, jednego z pierwszych na ziemiach litewskich i białoruskich, wydzielił król Zygmunt III Waza w 1631. Z kolei kościół na potrzeby zakonników wzniósł wojski mścisławski Jan Jakub Madaliński. Podawane są różne daty tego wydarzenia: 1614, 1617, 1637–1638 lub 1654. 
W wymienionych latach zbudowany został kościół, natomiast w 1667 powstał przy nim drewniany klasztor. W latach 1746–1750 miała miejsce jego całkowita przebudowa w stylu barokowym, według projektu Jana Krzysztofa Glaubitza. Również w XVIII w. na miejscu drewnianego klasztoru wzniesiono murowany. W 1832 klasztor karmelitański został skasowany. W momencie jego likwidacji żyło w nim trzech zakonników. Kościół pozostał czynny jako świątynia parafialna. Parafia była nieprzerwanie czynna do 1937, gdy na polecenie władz radzieckich kościół pokarmelitański został zamknięty i zaadaptowany na magazyn. Parafia rzymskokatolicka odzyskała obiekt w 1992.
Obecnie kościół jest zrujnowany i trwa jego restauracja. Nie posiada dachu (skonstruowano drewniane zadaszenie), podłogi, a pod ścianami leżą fragmenty drewnianych ornamentów. Msze święte odbywają się w zakrystii, gdzie urządzono kaplicę.

## Architektura
Kościół jest trójnawową orientowaną bazyliką, bez nawy poprzecznej ani wyodrębnionych zakrystii. Na jego elewacji frontowej znajdują się dwie czworoboczne wieże, pomiędzy którymi wzniesiono ozdobny fronton. Wszystkie elewacje świątyni zdobione są gzymsami i pilastrami. Wnętrze świątyni było bogato zdobione freskami, z których przetrwało ok. dwudziestu kompozycji, w tym portret fundatora i scena rzezi mieszkańców Mścisławia w 1654.
Klasztor przylega do kościoła od strony północnej. Jest to dwukondygnacyjny, kryty dwuspadowym dachem budynek, zbudowany na planie prostokąta. Od 1988 jest on siedzibą społecznego muzeum historyczno-archeologicznego.

Galeria
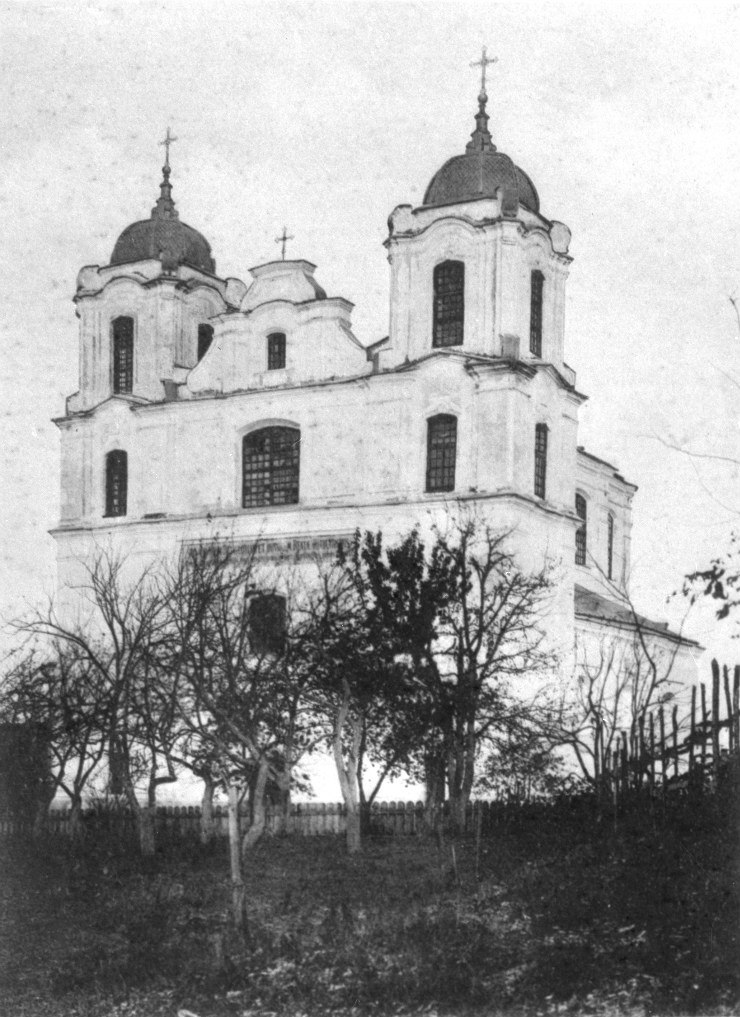
Kościół przed 1912 rokiem
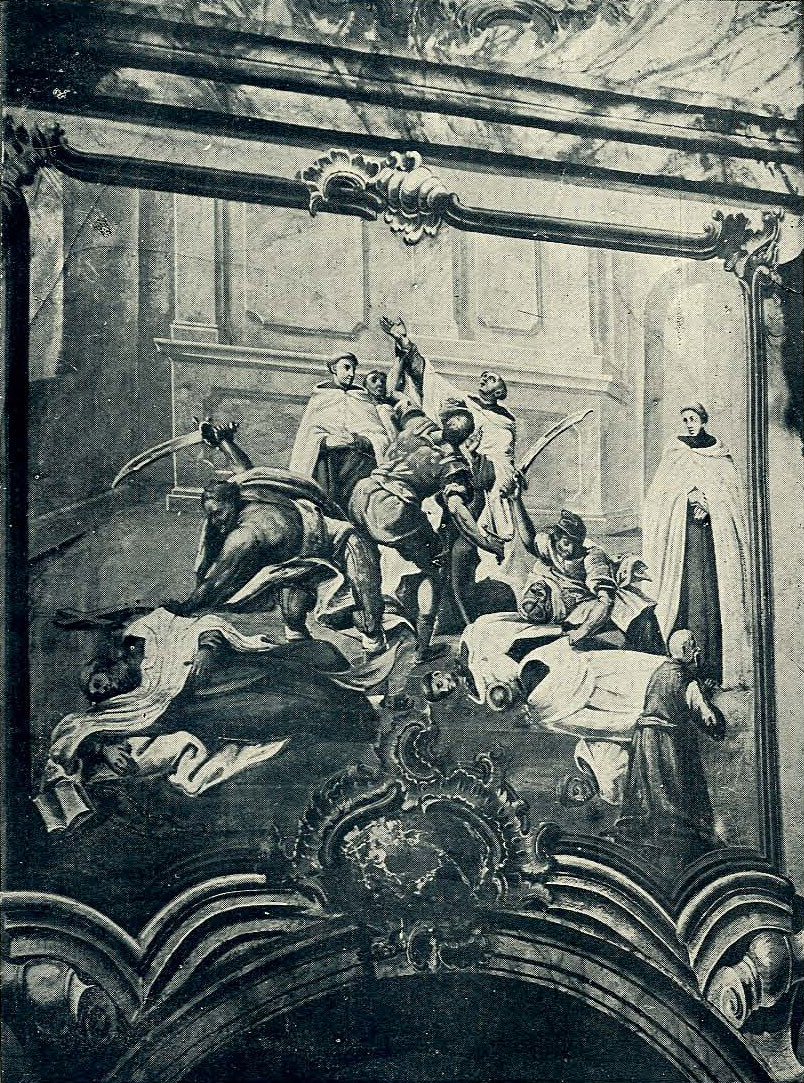
Fresk przedstawiający rzeź Karmelitów przez wojska moskiewskie księcia Trubeckiego w 1654 r., fotografia z 1912 roku
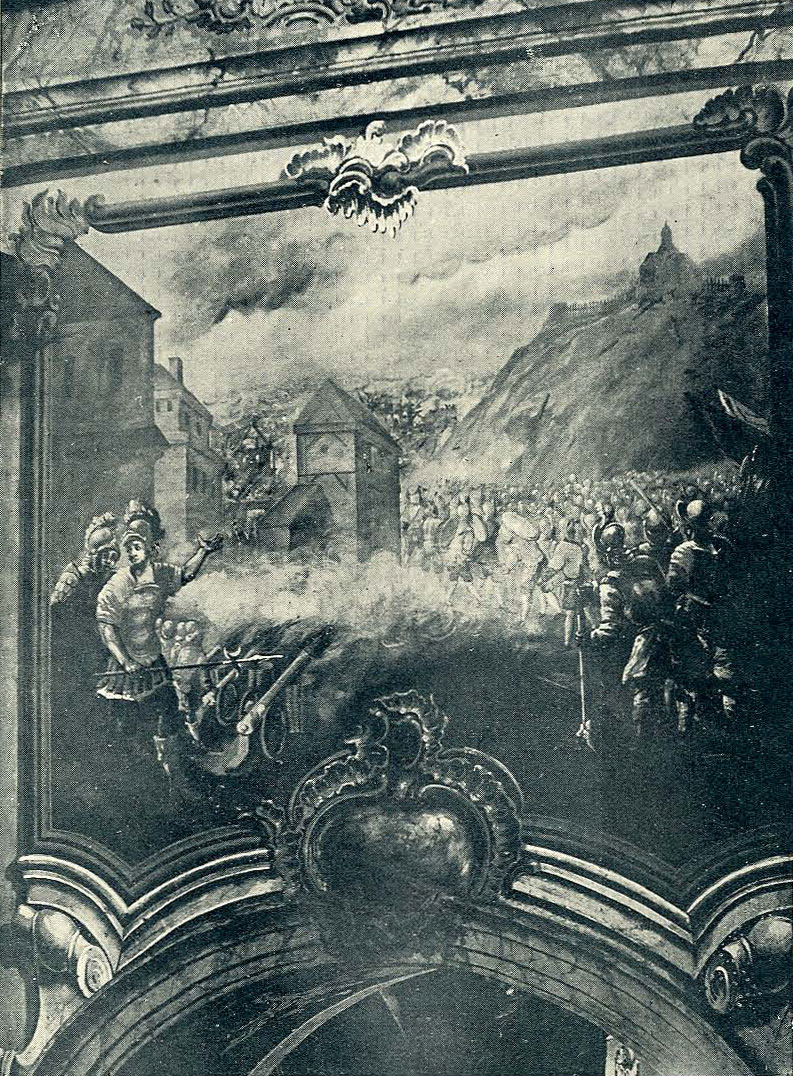
Fresk przedstawiający szturm zamku mścisławskiego przez wojska moskiewskie w 1654 r., fotografia z 1912 roku
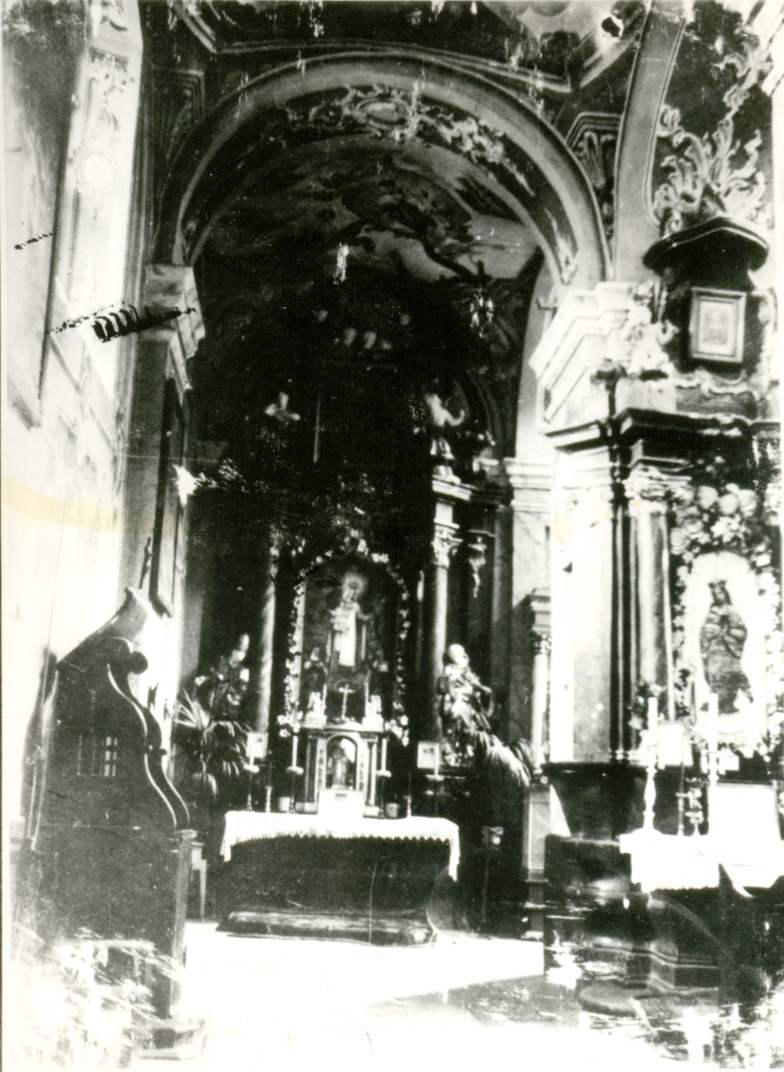
Główny ołtarz w 1913 r.
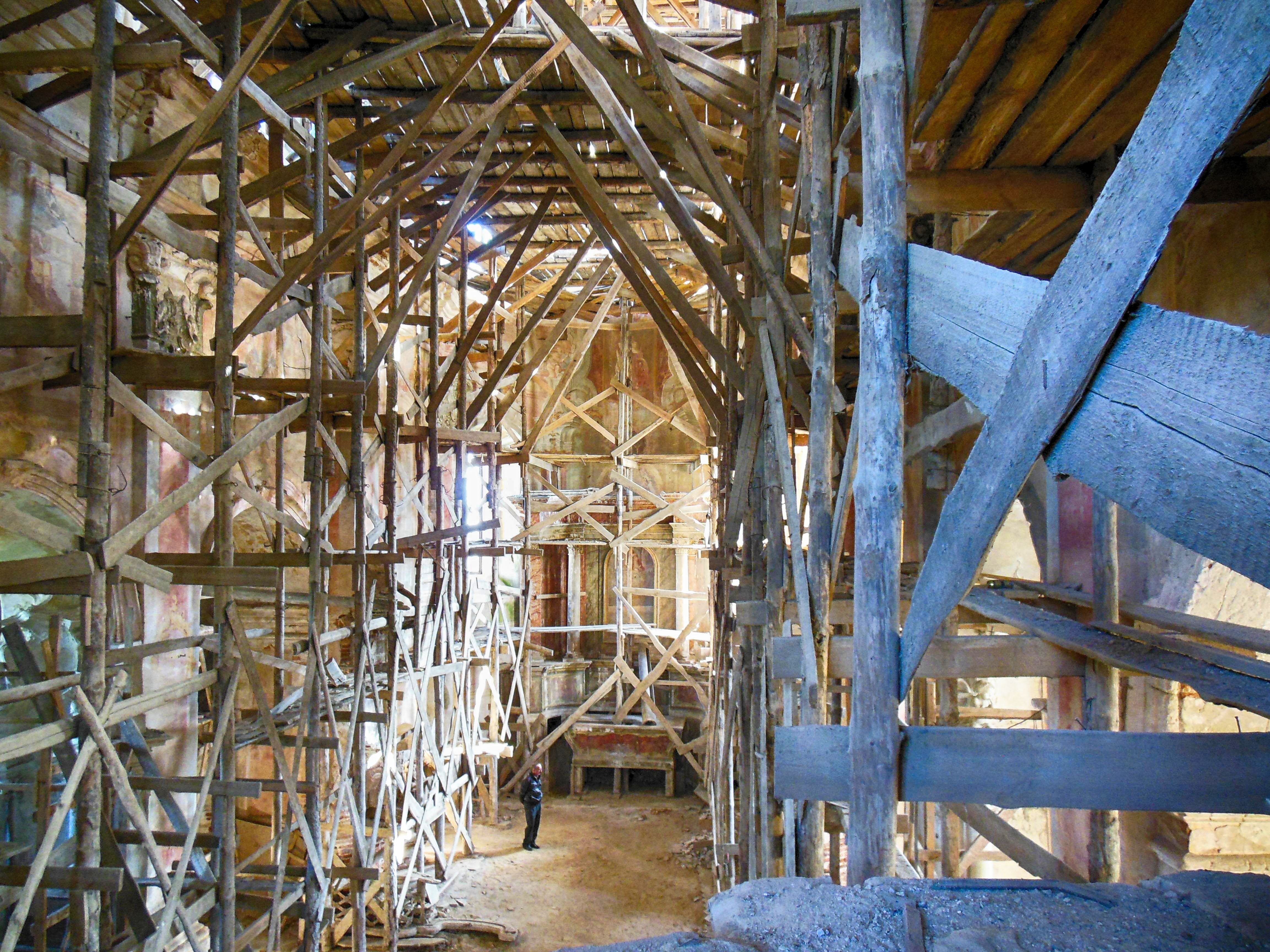
Wnętrze kościoła w 2012 roku